# Peralillo
Peralillo é uma comuna da província de Colchagua, localizada na Região de O'Higgins, Chile. Possui uma área de 282,6 km² e uma população de 9.729 habitantes (2002).